# Heterabraxas pardaria
Heterabraxas pardaria är en fjärilsart som beskrevs av Moore 1867. Heterabraxas pardaria ingår i släktet Heterabraxas och familjen mätare. Inga underarter finns listade i Catalogue of Life.